# Kish Air
Kish Air (Perzisch: هواپیمایی کیش) is een Iraanse luchtvaartmaatschappij met haar thuisbasis op Kish.

## Geschiedenis
Kish Air is opgericht in 1989.

## Diensten
Kish Air voert lijnvluchten uit naar:(juli 2007)
Binnenland:
- Abadan, Bandar Mahshar, Isfahan, Kish, Shiraz, Tabriz, Teheran.

Buitenland:
- Dubai, Istanboel.

## Vloot
De vloot van Kish Air bestaat uit:(juli 2016)
- 3 McDonnell Douglas MD-83
- 4 McDonnell Douglas MD-82
- 3 Fokker 100
- 2 Airbus A320-200